# Foued Kadir
Foued Kadir, né le 5 décembre 1983 à Martigues (France), est un footballeur international algérien, qui évolue au poste de milieu offensif au Istres FC
Il compte 25 sélections en équipe nationale entre 2010 et 2015.

## Biographie

### Carrière en club

#### Ses débuts amateurs
Natif de Martigues, près de Marseille, dans les Bouches-du-Rhône, Foued Kadir effectue toute sa formation au club de sa ville natale, le FC Martigues. Il y reste jusqu'à l'âge de 18 ans. Ensuite, il évolue successivement au club de Gignac-la-Nerthe, puis à Beaucaire, en Division d'honneur, puis dans l'équipe réserve de l'ESTAC Troyes, en CFA,
Fin 2004, il rejoint l'AS Cannes, qui évolue alors en National. Il y reste deux ans et demi.

#### Amiens SC
En 2007, il rejoint l'Amiens SC, qui évolue alors en Ligue 2. Le 24 août, il joue son premier match de Ligue 2, contre l'EA Guingamp. Il marque son premier but lors des 16es de finale de Coupe de la Ligue contre Strasbourg puis son premier but en Ligue 2, lors du match retour face à l'EA Guingamp. Le 27 février 2009, il marque son premier doublé lors d'un match à l’extérieur contre le Stade brestois. Il y reste deux ans, s'impose comme un titulaire à part entière, mais il ne peut empêcher la relégation du club picard à l'issue de la saison 2008-2009.

#### Valenciennes FC

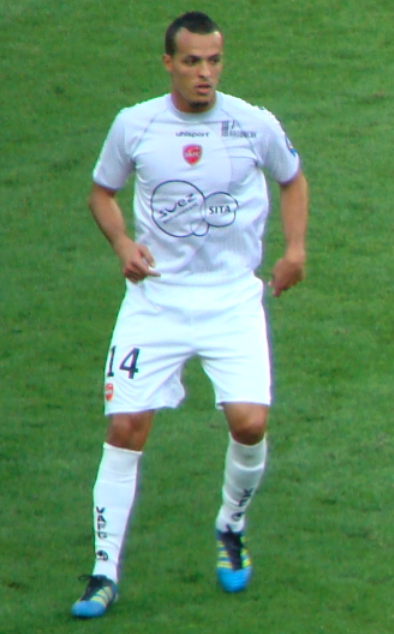
Kadir sous le maillot de Valenciennes en 2011.

En 2009, il signe à Valenciennes et découvre ainsi la Ligue 1 lors de la 4e journée de Ligue 1 en entrant en jeu contre Toulouse, sous les ordres de Philippe Montanier. Le 20 janvier 2010, il offre deux passes décisives contre Boulogne (0-2) et marque son premier but pour le club nordiste le 28 avril suivant contre les Girondins de Bordeaux.
Devenu titulaire indiscutable au sein de son club, il est parmi la liste des 30 Algériens présélectionnés pour la Coupe du monde 2010, puis le 5 juin 2010, il fait partie de la liste des 23 Algériens qui participent au Mondial sud-africain.
Après le Mondial, Foued est suivi par de bons clubs notamment l'AS Saint-Étienne et le Stade rennais[réf. nécessaire], mais finalement il prolonge son contrat avec Valenciennes jusqu'en 2013.
Lors d'un match à domicile comptant pour la seconde journée de Ligue 1 2010-2011, Foued Kadir se blesse aux ligaments croisés du genou et déclare forfait pour six mois minimum. Lors de la 32e journée de Ligue 1, Foued Kadir marque son premier but de la saison contre Sochaux sur une tête décroisée qui ne laisse aucune chance à Teddy Richert.
Le 22 janvier 2012, il marque son premier doublé contre Bastia lors des seizièmes de finale de Coupe de France.
Lors de la 7e journée du championnat de Ligue 1 2012-2013, Foued Kadir titularisé pour la deuxième fois de la saison s'illustre contre Marseille lors de la victoire 4-1 de Valenciennes. Il marque un but et délivre une passe décisive. Il est de nouveau buteur lors du match suivant contre Toulouse. Lors de la 11e journée, il réalise un match plein en inscrivant un but et délivrant deux passes décisives, participant pleinement à la victoire de son équipe contre Sochaux. Il récidive la semaine suivante en marquant un doublé et une passe décisive à Bastia. Avec 6 buts inscrits et 4 passes décisives délivrées en 18 matchs joués, Kadir réalise le meilleur début de saison de sa carrière.

#### Olympique de Marseille
Le 2 janvier 2013, alors qu'il est dans sa dernière année de contrat avec Valenciennes, il signe à Marseille pour un contrat de 3 ans et demi moyennant la somme de 500 000 euros. Il joue son premier match sous le maillot phocéen le 3 février 2013 contre l'AS Nancy-Lorraine. Jouant peu, son expérience marseillaise est en demi-teinte.

#### Stade rennais
Si bien que, le 31 août 2013, il est prêté avec option d'achat au Stade rennais. Après avoir joué quelques minutes avec l'OM contre Evian Thonon en début de saison, il joue son premier match avec le Stade rennais lors de la 5e journée de Ligue 1 contre l'Olympique lyonnais en étant titulaire. Lors de la journée suivante, il s'offre un doublé contre Ajaccio et un nouveau un mois plus tard contre son ancien club de Valenciennes.

#### Carrière en Espagne
Le 1er septembre 2014, dans les dernières heures du mercato estival, il est prêté par l'OM pour un an au Bétis Séville, alors en D2 espagnole, avec option d'achat automatique en cas de remontée du club andalou dans l'élite.
À l'issue de la saison, l'équipe réussit à remonter en Liga, un an seulement après avoir été rétrogradée, l'option d'achat est alors levée.
Le 29 août 2016, n'entrant pas dans les plans de Gustavo Poyet et faisant face à des déboires extra-sportifs, son contrat est résilié.
Le joueur s'engage alors en faveur du Getafe CF. Après une année peu concluante (seulement sept matchs joués), il quitte le club et signe à Alcorcón, en deuxième division espagnole.
Au terme de deux ans et 34 matchs, il n'est pas conservé dans le club castillan.

#### Retour en France
Libre de tout contrat, après son passage en Espagne le joueur rejoint Martigues en septembre 2018.

### En équipe nationale

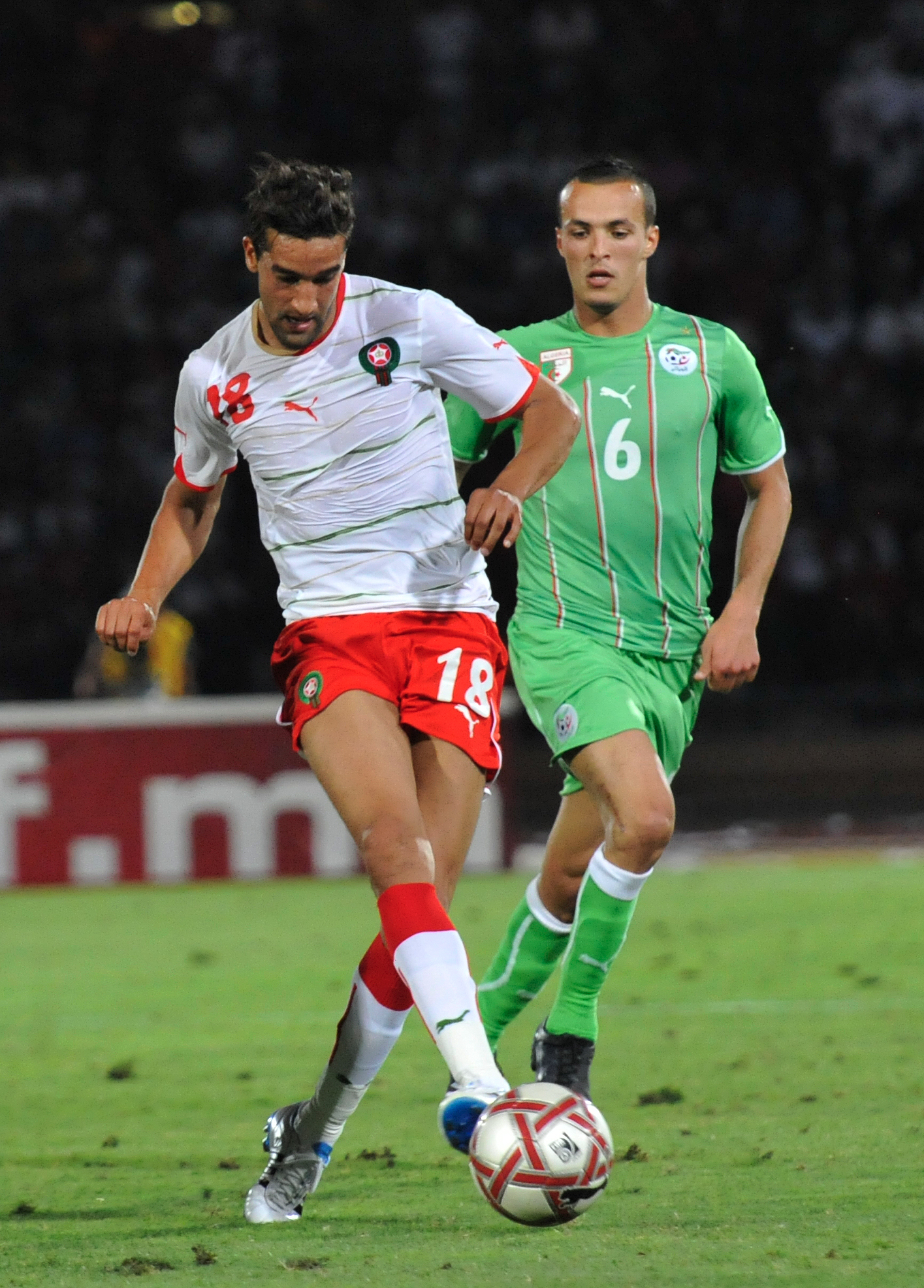
Kadir en arrière plan avec l'Algérie en 2011.

Foued Kadir est titularisé pendant les trois matches de la Coupe du monde, contre la Slovénie, l'Angleterre et les États-Unis, laissant derrière lui une bonne impression.
Il marque son premier but contre la Centrafrique le 9 octobre 2011 (victoires 2-0 des fennecs) sur un centre de Karim Matmour. Il marque son deuxième but face à la Gambie qui sera le but le plus rapide de l'Algérie.

## Statistiques
| Saison                | Club                    | Championnat           | Championnat | Championnat | Coupe nationale | Coupe nationale | Coupe de la Ligue | Coupe de la Ligue | Total | Total |
| Saison                | Club                    | Division              | M.          | B.          | M.              | B.              | M.                | B.                | M.    | B.    |
| 2004-2005             | AS Cannes               | National              | 15          | 3           | -               | -               | -                 | -                 | 15    | 3     |
| 2005-2006             | AS Cannes               | National              | 34          | 1           | 1               | 0               | -                 | -                 | 35    | 1     |
| 2006-2007             | AS Cannes               | National              | 32          | 5           | 2               | 2               | -                 | -                 | 34    | 7     |
| Sous-total            | Sous-total              | Sous-total            | 81          | 9           | 3               | 2               | -                 | -                 | 84    | 11    |
| 2007-2008             | Amiens SC               | Ligue 2               | 30          | 3           | 6               | 0               | 3                 | 1                 | 39    | 4     |
| 2008-2009             | Amiens SC               | Ligue 2               | 37          | 3           | 1               | 0               | 1                 | 0                 | 39    | 3     |
| Sous-total            | Sous-total              | Sous-total            | 67          | 6           | 7               | 0               | 4                 | 1                 | 78    | 7     |
| 2009-2010             | Valenciennes FC         | Ligue 1               | 18          | 1           | -               | -               | 1                 | 0                 | 19    | 1     |
| 2010-2011             | Valenciennes FC         | Ligue 1               | 12          | 4           | -               | -               | -                 | -                 | 12    | 4     |
| 2011-2012             | Valenciennes FC         | Ligue 1               | 34          | 4           | 3               | 2               | -                 | -                 | 37    | 6     |
| 2012-2013             | Valenciennes FC         | Ligue 1               | 18          | 6           | -               | -               | 1                 | 0                 | 19    | 6     |
| Sous-total            | Sous-total              | Sous-total            | 82          | 15          | 3               | 2               | 2                 | 0                 | 87    | 17    |
| 2012-2013             | Olympique de Marseille  | Ligue 1               | 14          | 0           | 1               | 0               | -                 | -                 | 15    | 0     |
| 2013-2014             | Olympique de Marseille  | Ligue 1               | 1           | 0           | -               | -               | -                 | -                 | 1     | 0     |
| Sous-total            | Sous-total              | Sous-total            | 15          | 0           | 1               | 0               | -                 | -                 | 16    | 0     |
| 2013-2014             | Stade rennais FC (prêt) | Ligue 1               | 28          | 6           | 3               | 1               | 1                 | 0                 | 32    | 7     |
| 2014-2015             | Bétis Séville (prêt)    | Liga Adelante         | 24          | 1           | 4               | 0               | -                 | -                 | 28    | 1     |
| 2015-2016             | Bétis Séville           | Liga BBVA             | 8           | 0           | 2               | 0               | -                 | -                 | 10    | 0     |
| Sous-total            | Sous-total              | Sous-total            | 32          | 1           | 6               | 0               | -                 | -                 | 38    | 1     |
| 2016-2017             | Getafe CF               | Liga Adelante         | 6           | 0           | 1               | 0               | -                 | -                 | 7     | 0     |
| 2016-2017             | AD Alcorcon             | Liga Adelante         | 17          | 1           | 3               | 0               | -                 | -                 | 20    | 1     |
| 2017-2018             | AD Alcorcon             | Liga Adelante         | 14          | 0           | -               | -               | -                 | -                 | 14    | 0     |
| Sous-total            | Sous-total              | Sous-total            | 31          | 1           | 3               | 0               | -                 | -                 | 34    | 1     |
| 2018-2019             | FC Martigues            | National 2            | 20          | 3           | -               | -               | -                 | -                 | 20    | 3     |
| 2019-2020             | FC Martigues            | National 2            | 14          | 3           | 1               | 0               | -                 | -                 | 15    | 3     |
| 2020-2021             | FC Martigues            | National 2            | 7           | 4           | -               | -               | -                 | -                 | 7     | 4     |
| 2021-2022             | FC Martigues            | National 2            | 16          | 8           | 3               | 1               | -                 | -                 | 19    | 9     |
| 2022-2023             | FC Martigues            | National              | 27          | 5           | -               | -               | -                 | -                 | 27    | 5     |
| 2023-2024             | FC Martigues            | National              | 20          | 1           | 3               | 0               | -                 | -                 | 23    | 1     |
| Sous-total            | Sous-total              | Sous-total            | 104         | 24          | 7               | 1               | -                 | -                 | 111   | 25    |
| 2023-2024             | FC Istres               | National 2            | 25          | 0           | 5               | 0               | -                 | -                 | 30    | 0     |
| Total sur la carrière | Total sur la carrière   | Total sur la carrière | 471         | 62          | 39              | 6               | 7                 | 1                 | 517   | 69    |

## En sélection nationale
| Saison                | Sélection             | Phases finales        | Phases finales | Phases finales | Phases finales | Éliminatoires CDM | Éliminatoires CDM | Éliminatoires CDM | Éliminatoires CAN | Éliminatoires CAN | Éliminatoires CAN | Matchs amicaux | Matchs amicaux | Matchs amicaux | Total | Total | Total |
| Saison                | Sélection             | Compétition           | M              | B              | Pd             | M                 | B                 | Pd                | M                 | B                 | Pd                | M              | B              | Pd             | M     | B     | Pd    |
| --------------------- | --------------------- | --------------------- | -------------- | -------------- | -------------- | ----------------- | ----------------- | ----------------- | ----------------- | ----------------- | ----------------- | -------------- | -------------- | -------------- | ----- | ----- | ----- |
| 2009-2010             | Algérie               | Coupe du monde 2010   | 3              | 0              | 0              | -                 | -                 | -                 | -                 | -                 | -                 | 2              | 0              | 0              | 5     | 0     | 0     |
| 2010-2011             | Algérie               | -                     | -              | -              | -              | -                 | -                 | -                 | 1                 | 0                 | 0                 | 1              | 0              | 0              | 2     | 0     | 0     |
| 2011-2012             | Algérie               | -                     | -              | -              | -              | 2                 | 0                 | 1                 | 3                 | 2                 | 1                 | -              | -              | -              | 5     | 2     | 2     |
| 2012-2013             | Algérie               | CAN 2013              | 3              | 0              | 0              | 1                 | 0                 | 0                 | 2                 | 0                 | 0                 | 2              | 0              | 0              | 8     | 0     | 0     |
| 2013-2014             | Algérie               | -                     | -              | -              | -              | 2                 | 0                 | 0                 | -                 | -                 | -                 | 1              | 0              | 0              | 3     | 0     | 0     |
| 2014-2015             | Algérie               | CAN 2015              | 1              | 0              | 0              | -                 | -                 | -                 | -                 | -                 | -                 | 1              | 0              | 0              | 2     | 0     | 0     |
| Total sur la carrière | Total sur la carrière | Total sur la carrière | 7              | 0              | 0              | 5                 | 0                 | 1                 | 6                 | 2                 | 1                 | 7              | 0              | 0              | 25    | 2     | 2     |

### Matches internationaux
Le tableau suivant liste les rencontres de l'équipe d'Algérie dans lesquelles Foued Kadir a été sélectionné du 28 mai 2010 jusqu'au 23 janvier 2015.

## Palmarès

### En club
- Olympique de Marseille
  - Vice-champion de France en 2012-2013
- Stade Rennais
  - Finaliste de la Coupe de France en 2014

## Profil du joueur
Quand Foued Kadir est arrivé à Valenciennes, Philippe Montanier le décrivait ainsi : "Foued est un milieu polyvalent qui sait faire beaucoup de choses, il a déjà évolué sur des postes d'attaque sur les côtés, mais c'est surtout un milieu de terrain. Foued n'était pas à l'essai, je le connais depuis qu'il évoluait à Cannes, on l'avait rencontré avec Boulogne en National, puis on l'a rencontré quand il était à Amiens en Ligue 2. Cela fait 3 ans que je le suis. C'est un joueur qui pour moi a beaucoup de qualités, qui a une progression rapide. Je l'avais invité à se joindre à nous pour le stage pour qu'il se rende compte de l'état d'esprit du club. Je sais qu'il était sollicité par d'autres clubs, mais je souhaitais qu'il prenne sa décision en connaissance de cause, en connaissant comment il allait travailler, avec qui, dans quel endroit, avec quels partenaires. C'est vrai que Foued a été tout de suite séduit par le Club et par le Groupe, et cela s'est vite enchaîné.".